# Ferdinand Sigismund Kurz von Senftenau
Ferdinand Sigismund Kurtz von Senftenau (Monaco di Baviera, 1592 – Vienna, 1659) è stato un politico tedesco.
Vice Cancelliere del Sacro Romano Impero dal 1637, la sua morte segnò la definitiva separazione degli interessi della casa d'Austria da quelli del Sacro Romano Impero.